# Satyros z Heraklei
Satyros lub Satyr (gr.: Σάτυρoς, Sátyros) (ur. 409, zm. 345 p.n.e. w Heraklei Pontyjskiej) – tyran Heraklei Pontyjskiej w latach 352–345 p.n.e. Brat i następca Klearchosa I, tyrana Heraklei Pontyjskiej.
Informacje o nim mamy tylko od Memnona z Heraklei, historyka z I wieku n.e., którego dzieło o dziejach ojczystego miasta zaginęło, ale zostało ono streszczone przez Focjusza (zm. 891 r.), przyszłego patriarchy Konstantynopola. Satyros przejął władzę nad miastem od brata Klearchosa I, który został zamordowany w wyniku spisku. Pełnił wcześniej funkcję wychowawcy synów brata, Tymoteusza i Dionizjusza, przyszłych tyranów Heraklei. Po objęciu władzy dokonał zemsty na spiskujących przeciw bratu. Kazał zabić nawet ich dzieci oraz ukarać wielu niewinnych ludzi.
W przeciwieństwie do brata, nie pobierał nauk filozoficznych i innych nauk wyzwolonych. Nie chciał poznawać dziedzin dotyczących człowieka lub kultury. Chcąc zachować władzę dla bratanków, postanowił nie mieć dzieci ze swoją żoną. Po kilku latach nękany starością uznał, że należy przekazać tron starszemu bratankowi, Tymoteuszowi w r. 346/345 p.n.e. Niebawem zachorował na śmiertelną chorobę, która trawiła jego ciało. Był nim zapewne rak. Zmarł w męczarniach w wieku sześćdziesięciu pięciu lat.